# Jerônimo José Telles Júnior

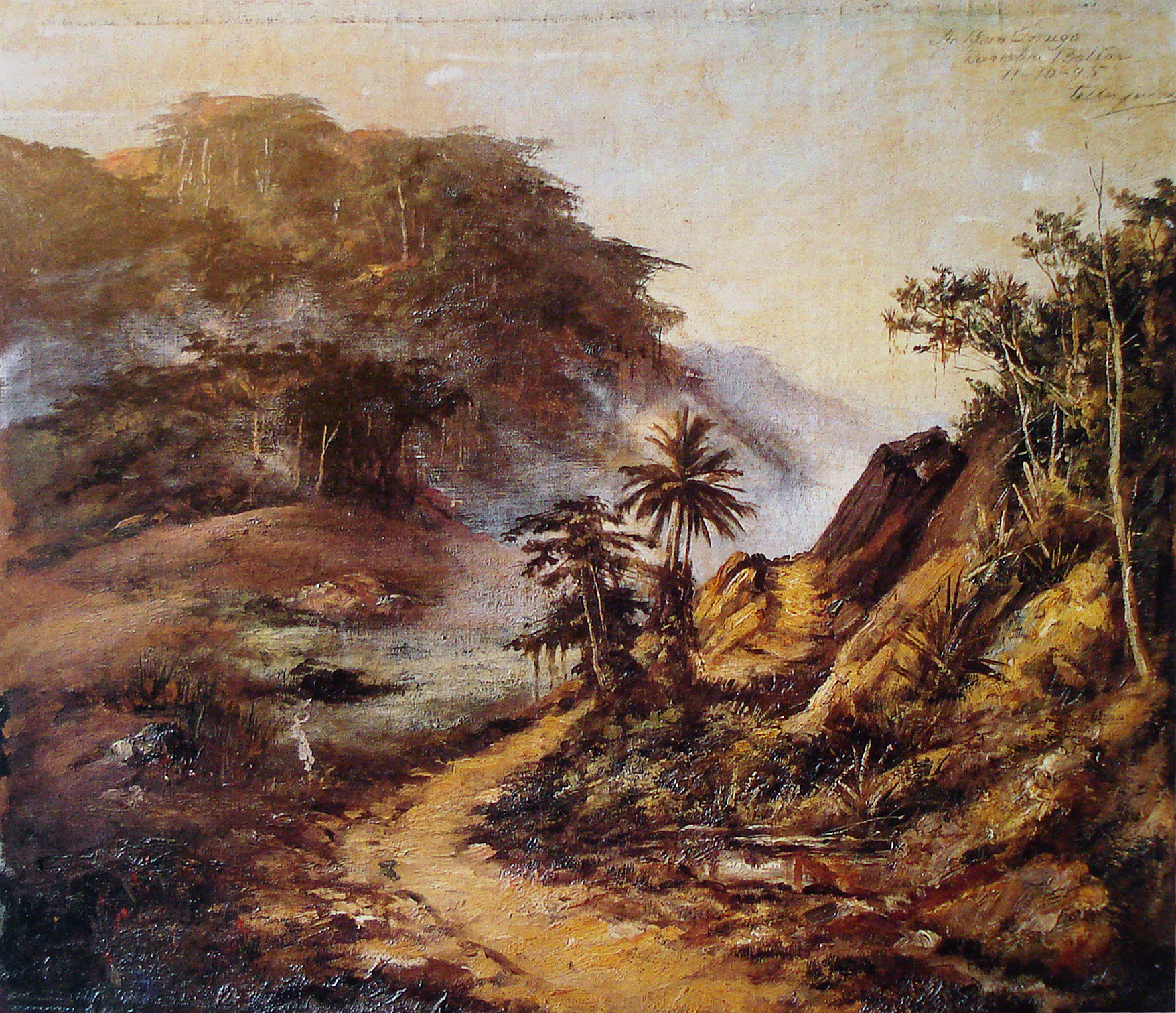
Camaragibe, 1895. Museu do Estado de Pernambuco.

Jerônimo José Telles Júnior (Recife, 1851 - Recife, 1º de maio de 1914), mais conhecido como Telles Junior, foi um pintor, desenhista, político e professor brasileiro.
Com 16 anos mudou-se com a família para Rio Grande, onde iniciou seus estudos de pintura com Eduardo de Martino. Em 1870 transferiu-se para o Rio de Janeiro, e aí ingressou como aprendiz no Arsenal da Marinha, ao mesmo tempo em que estudava desenho e freqüentava o Liceu de Artes e Ofícios. Logo depois voltou ao Recife, e lá se interessou também pela fotografia.
A partir de 1880 passou a se dedicar ao magistério na Sociedade dos Artistas, Mecânicos e Liberais e no Liceu de Artes e Ofícios de Pernambuco, do qual foi diretor, e à política, trabalhando para a melhoria das condições de vida da classe operária, elegendo-se deputado estadual em 1891.
Sua obra de pintura foi finalmente reconhecida a partir do final da década de 1890, quando sua participação nos salões oficiais do Rio de Janeiro onde foi contemplado com medalha de ouro.
O tema mais comum na sua obra é a marinha. Teles é o grande pintor dos mares do Nordeste.